# Edme Jeaurat
Pour les articles homonymes, voir Jeaurat.
Edme Jeaurat, né en 1688 à Vermenton et mort en 1738 à Paris, est un graveur et marchand d'estampes français qui appartient à une dynastie d'artistes et de scientifiques.

## Biographie

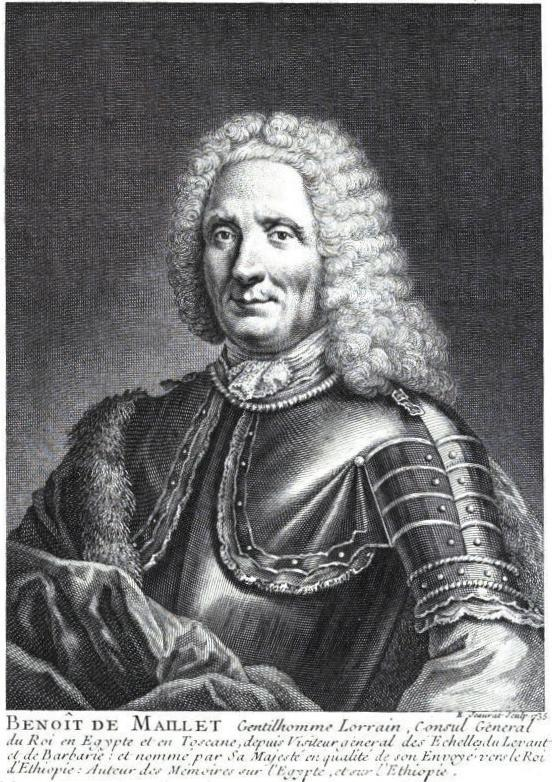
Benoît de Maillet (in Description de l’Égypte, Paris, 1735).

Edme est le fils de Nicolas Jeaurat, bourgeois de Paris, et de son épouse née Marie Bourdillat. C'est en fait quelques années après son mariage à Vermenton que « Nicolas veut faire fortune à Paris et que nous le retrouvons dans cette ville, exerçant son commerce de vins dans le quartier de Saint-Victor ». Edme est le frère aîné d'Étienne Jeaurat, qui deviendra peintre. Son père l'emmène en apprentissage à Paris chez le graveur Bernard Picart auquel il emprunte sa technique du pointillé pour le rendu des chairs. Il part ensuite aux Pays-Bas et se met à copier les grands maîtres de la peinture hollandaise, étudiant tout particulièrement Lucas Vorsterman et Pieter de Jode le Jeune.
Il revient à Paris en 1721, y étant toujours situé rue des Fossés-Saint-Victor. Lui et son frère commencent à travailler ensemble, Edme gravant les toiles d’Étienne, ce qui lui vaut une belle réputation. Ils disposent d'un atelier-boutique rue Saint-Jacques appelé « Chez les frères Jeaurat ». Le financier Pierre Crozat le contacte pour qu'il grave les tableaux de sa collection. Le 25 février 1722, il épouse Marie-Charlotte, fille de l'artiste Sébastien Leclerc et sœur d'une fratrie de peintres. Le couple, installé rue Saint-Jacques, « vis-à-vis des Mathurins » (paroisse Saint-Benoît-le-Bétourné), aura trois fils dont Edme-Sébastien, astronome, et Nicolas-Henri, peintre.
Edme grave les productions des Leclerc mais aussi, à l'instar du frontispice du chant neuvième de La Henriade de Voltaire (Londres, 1728), celles de Nicolas Vleughels. On connaît de lui des gravures exécutées sur cuivre d'après des tableaux de Poussin, Véronèse, et Watteau.

## Artistes interprétés (ordre alphabétique)
- François Boucher, Saint Jacques le Mineur, 1726[4] ; Saint Jean[5] ; Paysanne des environs de Ferrare, 1734[6].
- Étienne Jeaurat, huit fables de Jean de La Fontaine : L'enfant et le maître d'école ; L'astrologue qui se laisse tomber dans un puits ; La femme noyée ; La montagne qui accouche ; La fortune et le jeune enfant ; L'âne portant des reliques ; L'huître et les plaideurs ; L'amour et la folie, 1730-1736.
- Charles de La Fosse, Acis et Galatée.
- Charles Le Brun, Le corps de Jésus sur les genoux de la Vierge ; d'après les tapisseries des Rois de France : Réduction de la ville de Marsal ; L'entrevue de Louis XIV et de Philippe IV dans l'île des Faisans en 1660, 1728 ; Suite des Scènes de la vie de Louis XIV, dont Cérémonie du mariage de Louis XIV et de la sérénissime infante Marie-Thérèse d'Autriche[7].
- Sébastien Leclerc, L'enlèvement d'Europe[8].
- Sébastien Leclerc le Jeune, Les Mathématiques ; L'Histoire ; La Géographie ; La Musique, 1734 ; La Danse ; Les cinq sens (suite de cinq gravures)[8] ; Mardochée mené en triomphe ; Achille reconnu par Ulysse au milieu des filles de Lycomède, 1713 ; Jupiter amoureux d'une nymphe ; L'enfant Jésus dans le temple parmi les docteurs.
- Pierre Mignard, Syrinx, poursuivie par le dieu Pan, est reçue par le fleuve Alphée.
- Pier Francesco Mola, Entrevue de Jacob et Rachel ; Le repos en Égypte.
- Jean-Baptiste Pater, Pyramide d'ailes et de cuisses de poulets élevés sur l'assiette du Destin par Mademoiselle Bouvillon ; Bataille dans le tripot qui trouble la comédie ; Le poète Koquebrune rompt la ceinture de sa culotte (Le Roman comique de Paul Scarron, 1733[9])[8].
- Antoine Pesne, Portrait de Nicolas Vleughels.
- Bernard Picart, scènes galantes pour les décors des assiettes en porcelaine de la Compagnie des Indes.
- Nicolas Poussin, Vénus et l'amour, sans doute sa première gravure d'interprétation, 1708[2] ; Jean-Baptiste baptisant les Juifs dans les eaux du Jourdain.
- François Puget, Pierre Puget, le Michel-Ange de la France.
- Jean II Restout, Louis XIII nomme Saint Vincent de Paul aumônier des galères[10].
- Pierre Paul Rubens, L'adoration des bergers.
- Paul Véronèse, Moïse sauvé des eaux[11].
- Nicolas Vleughels, Thétis plonge Achille dans les eaux du Styx[12] ; Le printemps[13], L'été, L'automne (Bacchus et Ariane), L'hiver, 1712 ; L'adoration des mages ; La résurrection du Sauveur, 1718 ; Le roi Salomon ; La rencontre d'Abigaïl et de David, 1720[14]. Télémaque dans l'île de Calypso, 1724 ; La forge de Vulcain, 1726 ; Apollon, Clio, Melpomène et Calliope ; Thalie et Terpsichore ; Fille de Rome dotée pour être mariée ou religieuse, 1734 ; Femme grecque en pèlerinage à Rome, 1734 ; Chant neuvième de "La Henriade", 1728.
- Antoine Watteau, Diverses figures chinoises et tartares peintes par Watteau peintre du roy...[15], recueil d'estampes (eau forte et taille douce), Chéreau & Caillou, 1731, dont : Bonze des Tartares Mongous ou Mongols, Femme du pays de Lassa ou Boutan, Mandarin d'armes du Leaotung, Fille du royaume d'Ava, Chef des Samar de Tvelang Raptan, Talegrepat ou religieuse du Pégou, Officier tartare du pays des Kus Kas, Femme du pays des Laos, Tapagrepo ou bonze du Pégou, Huó Nu, ou musicienne, Mou Thon, pâtre chinois, Hia Théo ou esclave chinoise. Pierrot content ; Le porte-balle du Savoyard assis[16].

## Galerie

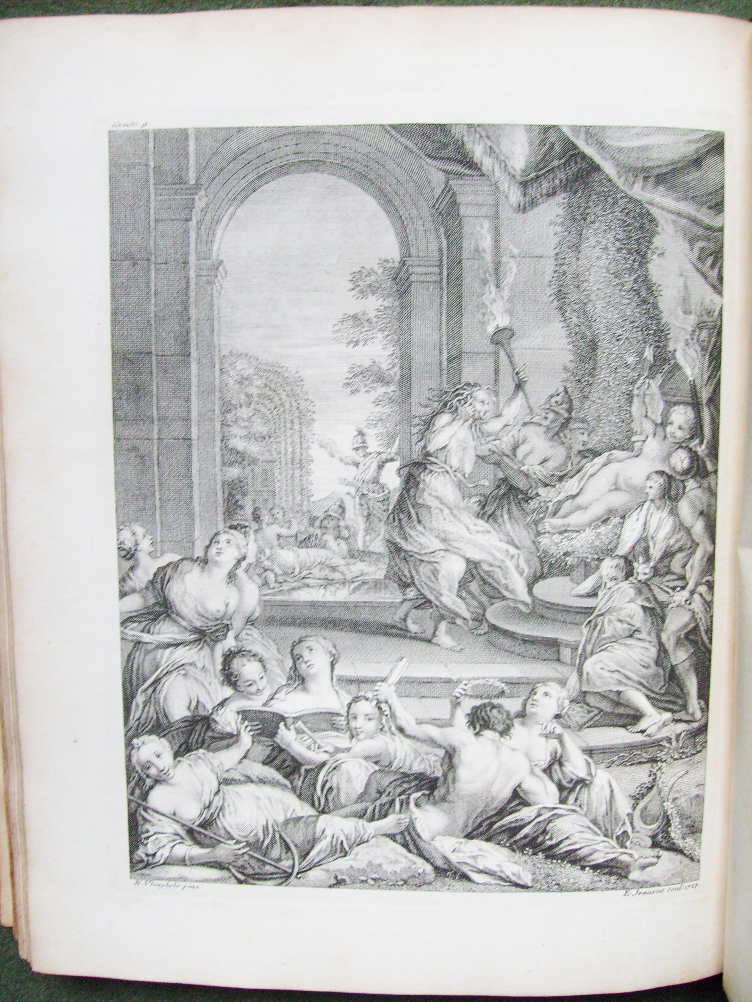
La Henriade, chant neuvième
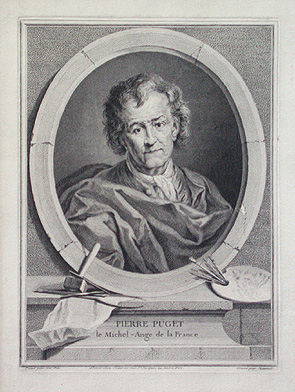
Pierre Puget
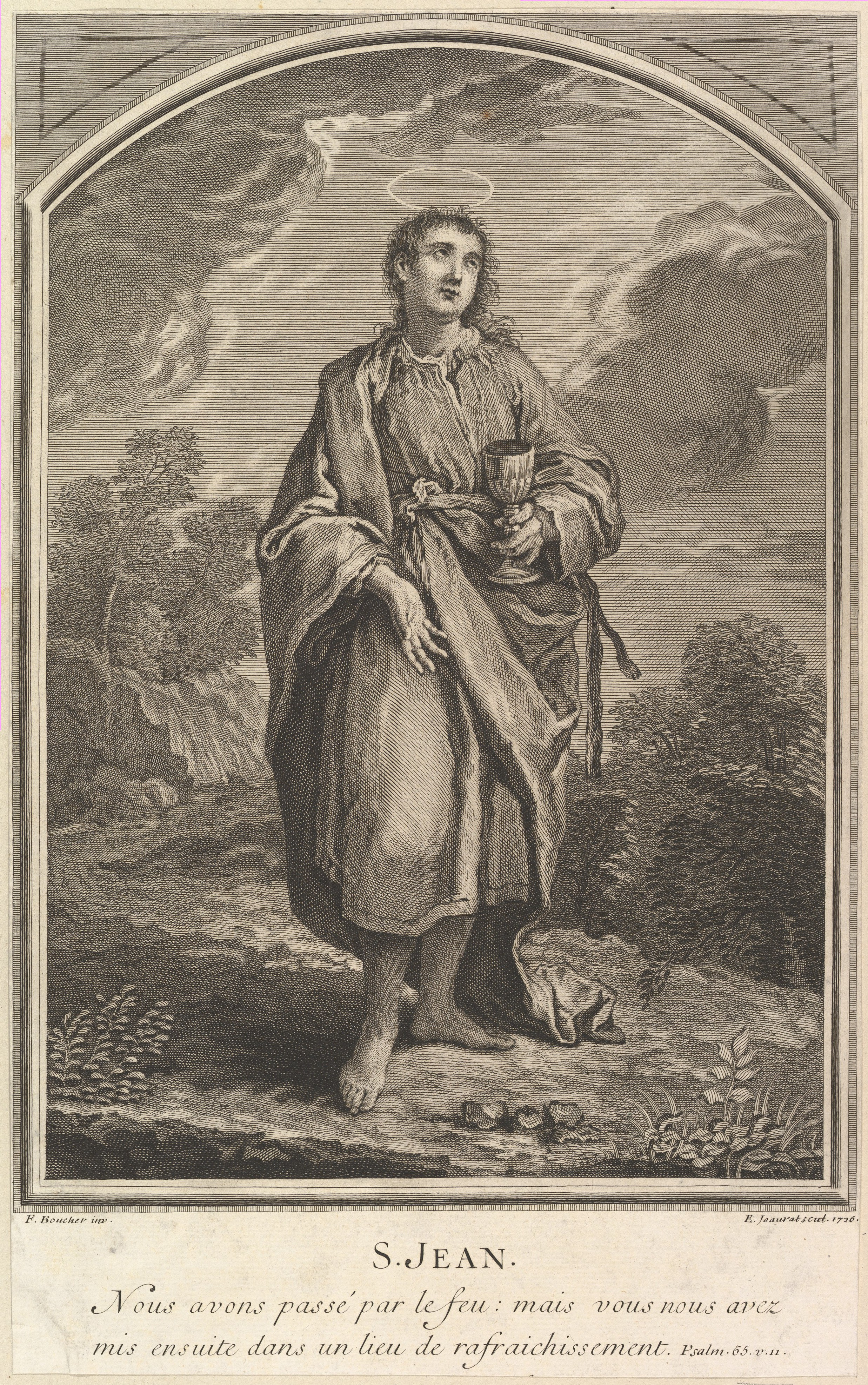
Saint Jean
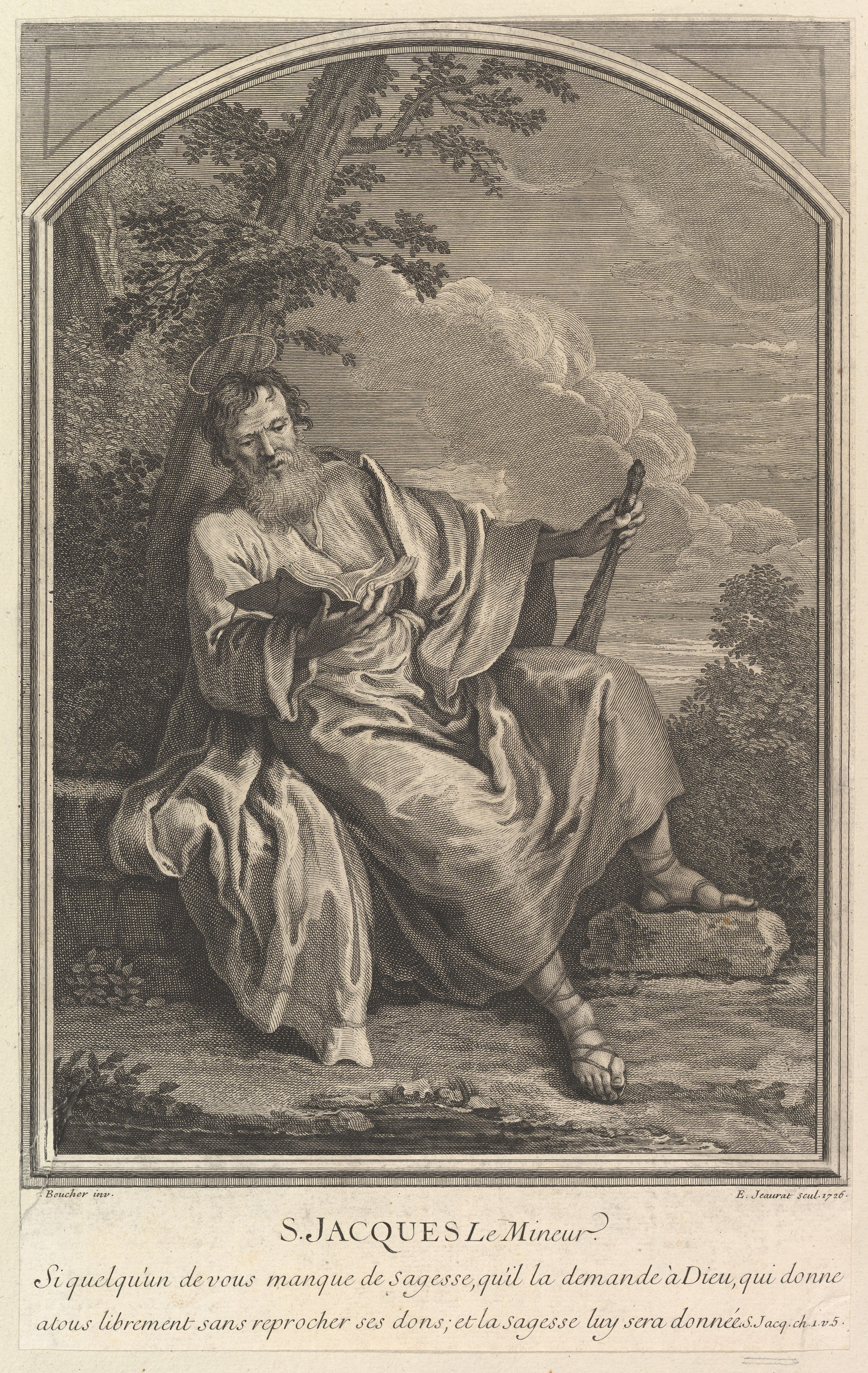
Saint Jacques le Mineur
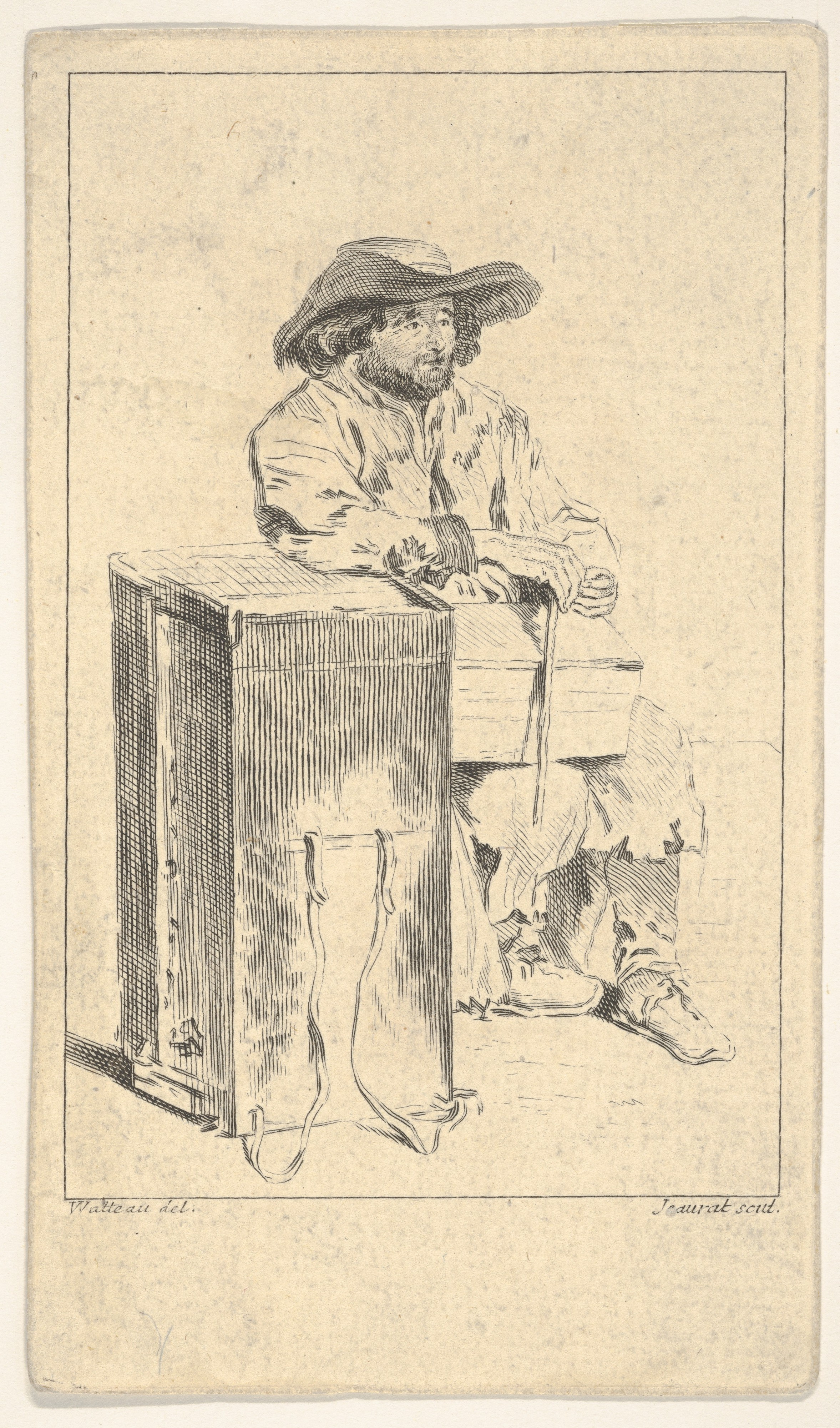
Le porte balle du Savoyard assis

## Expositions
- Antoine Watteau et l'art de l'estampe, aile Sully du musée du Louvre, Paris, 2010.
- Bayonne, berceau du jansénisme ?, Musée basque et de l'histoire de Bayonne, décembre 2012 - janvier 2013.
- La Chine des ornemanistes : gravures de chinoiserie, Bibliothèque des Arts décoratifs, Paris, mai-juillet 2014[17].

## Réception critique
- « Il a mis toute la fierté de Mola dans La fuite en Égypte, le pittoresque ragoûtant de Véronèse dans son Moïse sauvé des eaux, l'esprit de Vleughels dans l'estampe d'Achille plongé dans les eaux du Styx, et les grâces que lui a fournies Leclerc dans son tableau représentant Achille reconnu par Ulysse dans le palais de Lycomède. » - Michel-François Dandré-Bardon[18]
- « The plates engraved by this artist are superior in merit. » - Joseph Strutt[19]

## Musées et collections publiques

### France
- Musée basque et de l'histoire de Bayonne, Entrevue de Louis XIV et de Philippe IV dans l'île des Faisans en 1660, d'après Charles Le Brun.
- Musée de la Compagnie des Indes, Lorient, Un gentilhomme enlace une jeune femme, assiette en porcelaine, décor gravé par Edme Jeaurat d'après Bernard Picart.
- Musée Médard, Lunel, Portrait de Benoît de Maillet (dans Description de l'Égypte, 1735).
- Musée des beaux-arts d'Orléans, gravures[8].
- Département des estampes et de la photographie de la Bibliothèque nationale de France, Paris.
- Bibliothèque de l'École nationale supérieure des beaux-arts, Paris, vingt-huit estampes[16].
- Bibliothèque de l'Institut national d'histoire de l'art, gravures d'après Antoine Watteau.
- Musée Carnavalet, Paris, Mariage de Louis XIV et de la sérénissime infante Marie Thérèse d'Autriche, d'après Charles Le Brun.
- Petit Palais, Paris, Le poète Roquebrune rompt la ceinture de sa culotte, d'après Jean-Baptiste Pater[20].
- Musée national du château de Pau, Louis XIII nomme Saint Vincent de Paul aumônier des galères, d'après Jean II Restout[10].
- Musée des beaux-arts de Rennes, Les quatre saisons, d'après Nicolas Vleughels, 1712[13] ; Les cinq sens, d'après Sébastien Lecjerc le Jeune[8] ; gravures d'après Jean-Baptiste Pater pour Le Roman comique de Paul Scarron[8].
- Musée national de l'éducation, Rouen, Les Mathématiques, La Géographie, d'après Sébastien Leclerc le Jeune.
- Château de Versailles, Louis XIV, Marie-Thérèse d'Autriche, Roi de France, Reine de France; d'après Charles Le Brun (provenance : cabinet de gravures du roi Louis-Philippe)[21].

### Espagne
- Bibliothèque royale, Madrid, Mariage de Louis XIV et de la sérénissime infante Marie-Thérèse d'Autriche, d'après Charles Le Brun.
- Bibliothèque de l'abbaye de Montserrat, scènes bibliques[22].

### Italie
- Fondation Giacomini Meo Fiorot, musée Mazzuccheli, Mazzano, La rencontre d'Abigaïl et de David, d'après Nicolas Vleughels[14].
- Istituto Nazionale per la Grafica, Rome, Diverses figures chinoises et tartares peintes par Watteau.

### Pays-Bas
- Rijksmuseum Amsterdam, Apollon, Clio, Melpomène et Calliope, d'après Nicolas Vleughels ; La pèlerine, d'après Antoine Watteau.
- Musée Teyler, Haarlem, Moïse sauvé des eaux, d'après Paul Véronèse.

### Royaume-Uni
- Tatton Park (en), Cheshire, Scènes de la vie de Louis XIV, d'après Charles Le Brun[7].
- British Museum, Londres, Thetis plonge Achille dans les eaux du Styx, d'après Nicolas Vleughels[12].
- Victoria and Albert Museum, Londres, Moïse sauvé des eaux, d'après Paul Véronèse[11].

### Slovaquie
- Galerie municipale de Bratislava, Saint Jacques le Mineur, d'après François Boucher ; L'adoration des mages, d'après Nicolas Vleughels ; Talegrepat ou religieuse du Pégou, d'après Antoine Watteau.
- Galerie nationale de Bratislava, La Musique et La Danse, d'après Sébastien Leclerc le Jeune ; Le roi Salomon et Thalie et Terpsichore d'après Nicolas Vleughels.

### Suède
- Nationalmuseum, Stockholm, Scènes de la vie de Louis XIV, d'après Charles Le Brun.

### Suisse
- Musée d'art et d'histoire de Genève, Mariage de Louis XIV et de la sérénissime infante Marie-Thérèse d'Autriche, d'après Charles Le Brun ; Le repos en Égypte d'après Pier Francesco Mola ; Savoyard assis d'après Antoine Watteau.

### République Tchèque
- Galerie Morave de Brno,Scène de la vie de Louis XIV, d'après Charles Le Brun[23].

### États-Unis
- Musée des beaux-arts de Boston, La vue, d'après Sébastien Leclerc le Jeune.
- Musées d'art de Harvard, Université Harvard, Cambridge (Massachusetts), vingt gravures.
- Metropolitan Museum of Art, New York, Saint Jacques le mineur, 1726[4], Saint Jean, 1726[5], Paysanne des environs de Ferrare, 1734, d'après François Boucher[6].
- Cooper–Hewitt, Smithsonian Design Museum, New York, Différentes figures chinoises et tartares, album d'après Antoine Watteau[24].
- San Francisco De Young Museum, Pierrot content, d'après Antoine Watteau[25].

### Australie
- Galerie d'art de Nouvelle-Galles du Sud, Sydney, Bataille dans le tripot qui trouble la comédie, d'après Jean-Baptiste Pater.

## Collections privées
- Pierre Crozat (les estampes de la collection Crozat)[26].

## Élèves
- Étienne Fessard (1714-1777).